# Ранкове сяйво

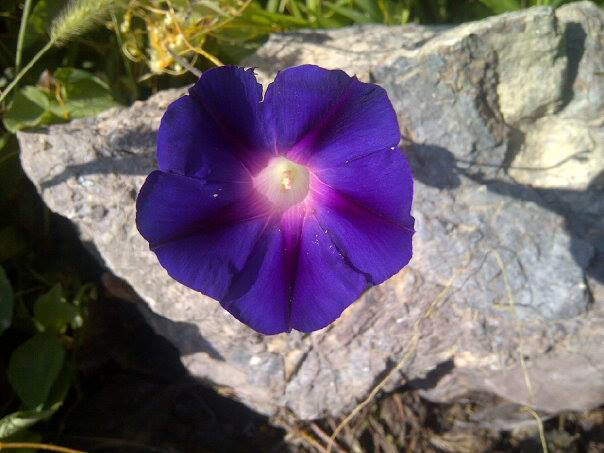
Квітка ранкового сяйва

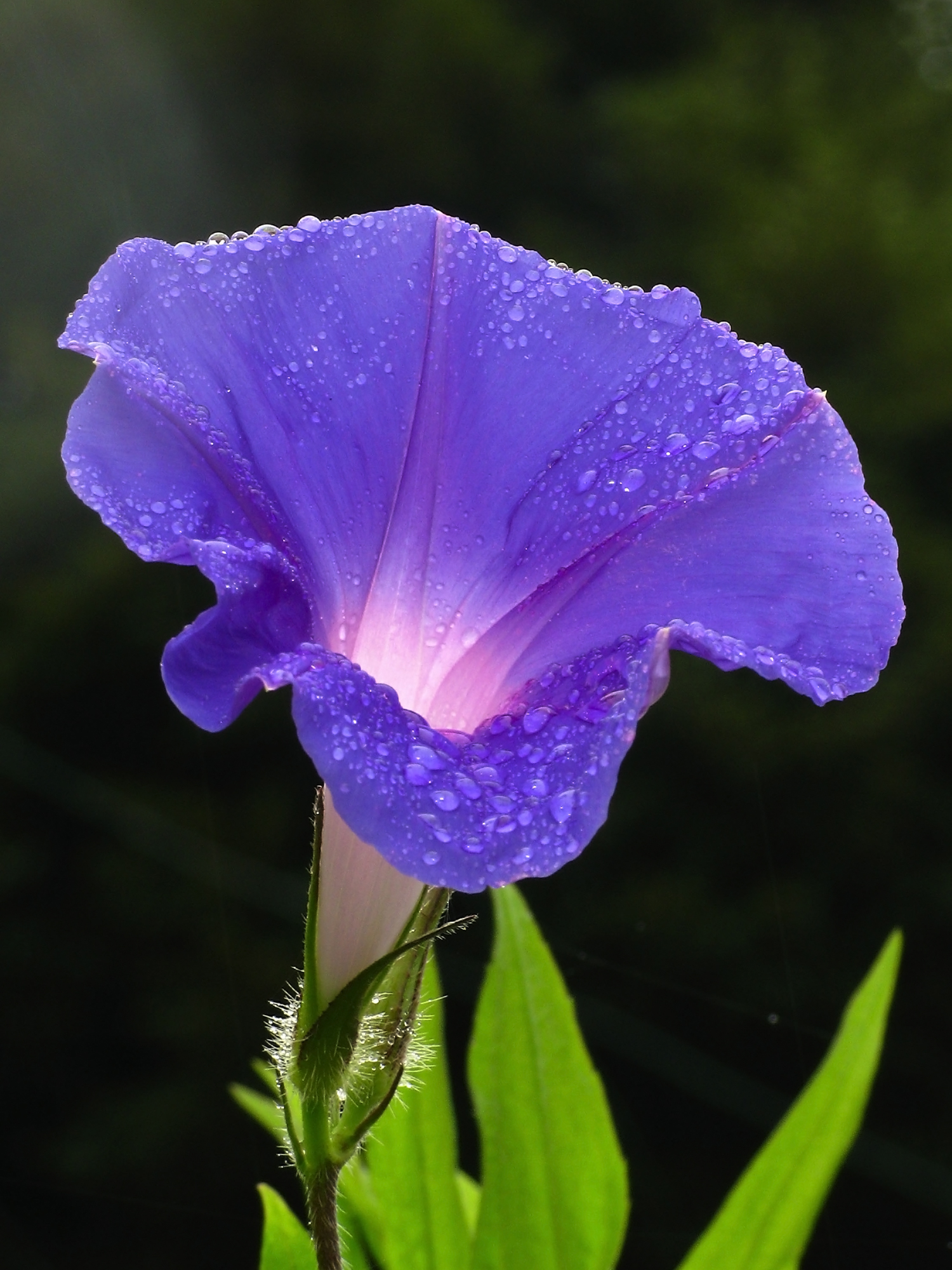
Квітка ранкове сяйво, ipomoea nil

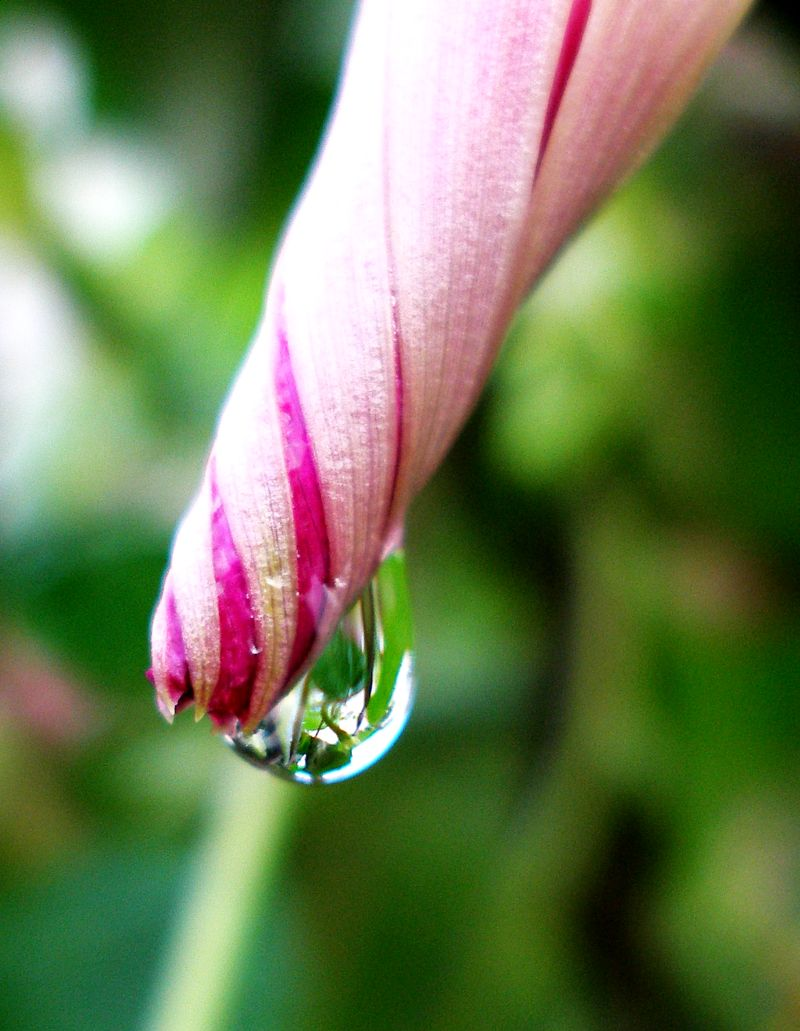
Нерозкритий спіралеподібний бутон квітки ранкове сяйво, іпомея пурпурова

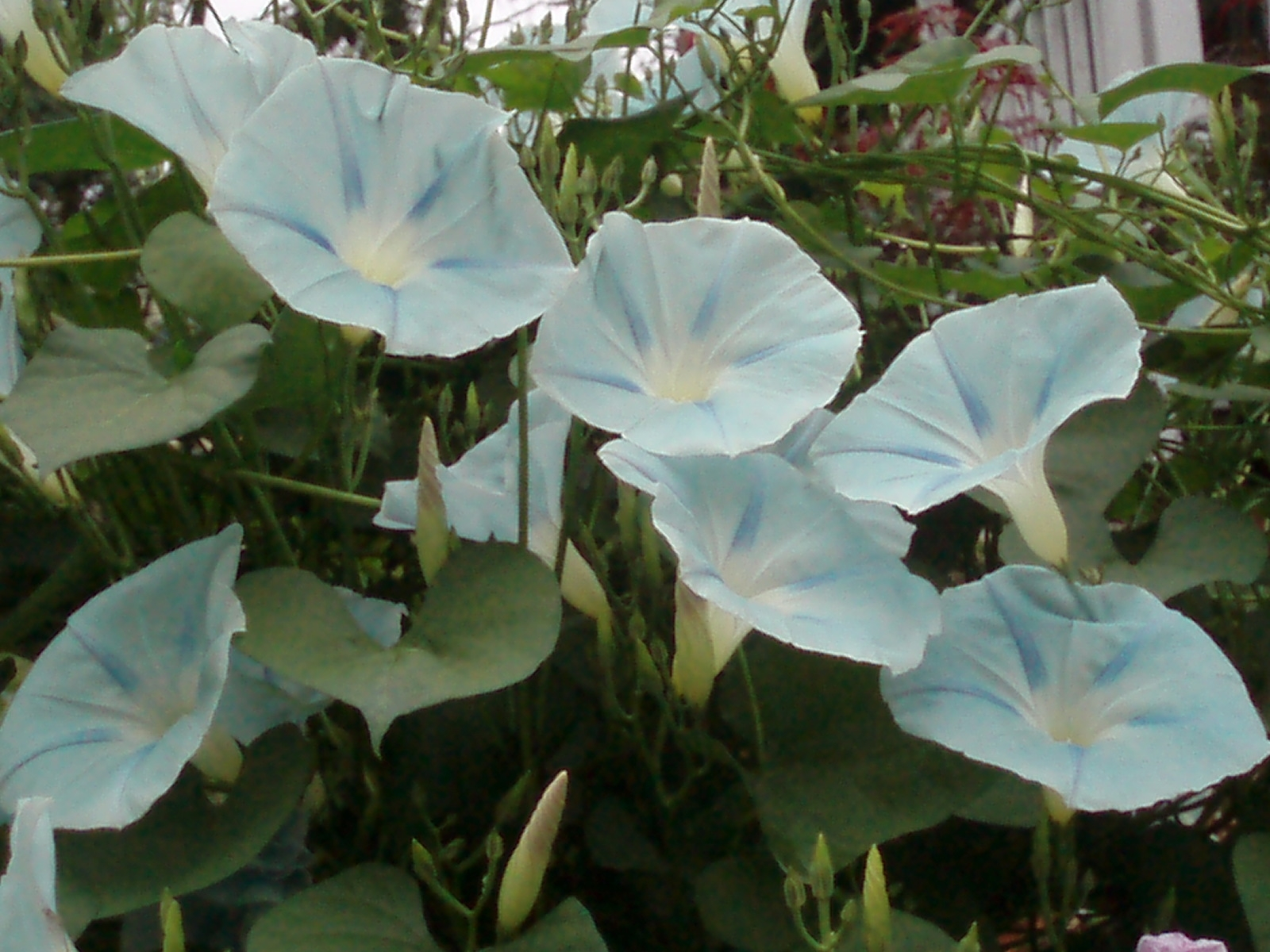
Сорт "Blue Star" виду Ipomoea tricolor сфотографований у Гейвергілі, Массачусетс

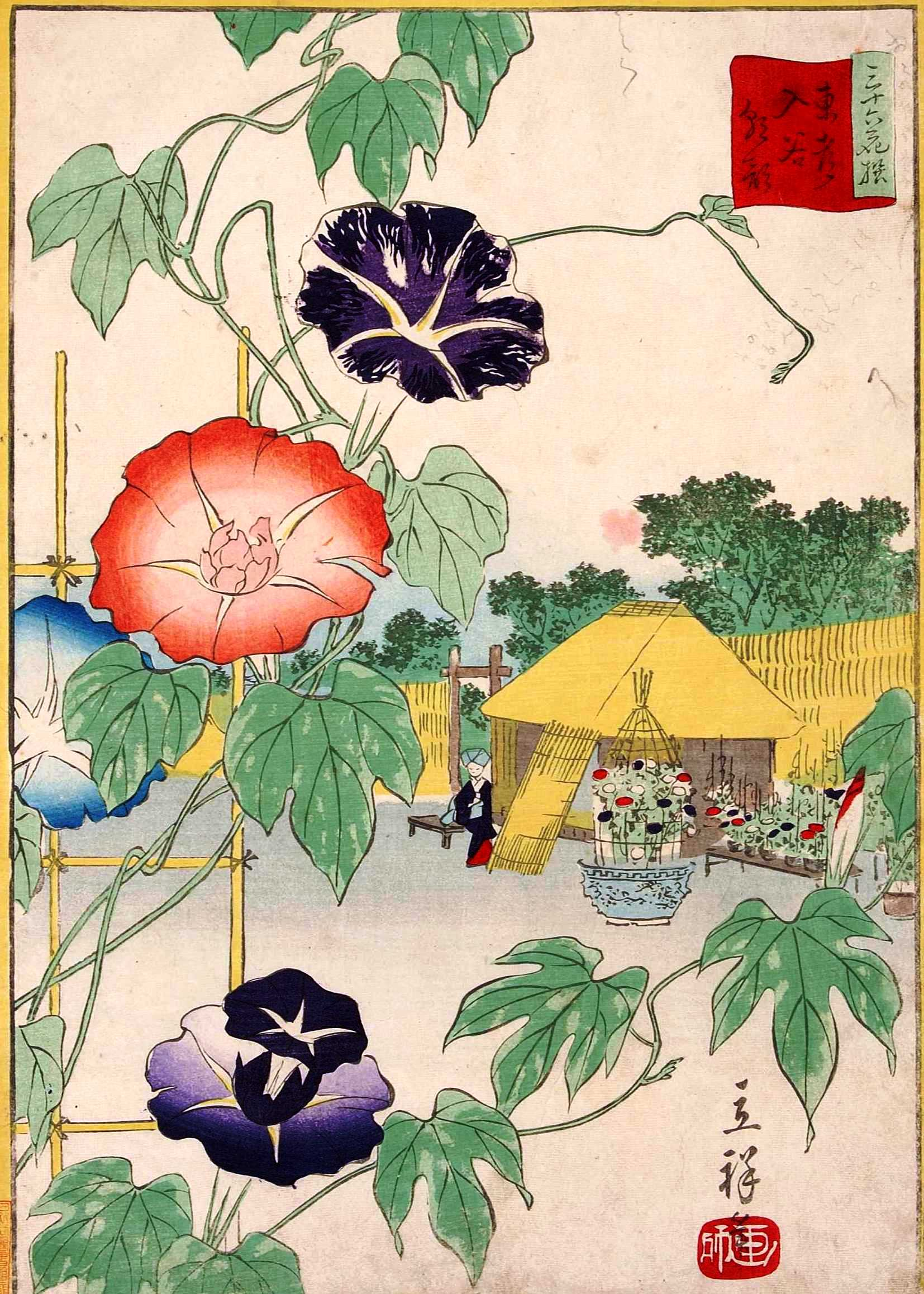
Малюнок Утаґави Хірошіґе, 1866 (японська ксилографія)

Ранкове сяйво (англ. Morning glory, ацтекськ. tlitlitzin) — вернакулярна назва для понад 1 000 видів квіткових рослин родини берізкові, чия теперішня систематика постійно змінюється. Види квіток ранкового сяйва належать до багатьох родів, серед яких можна виділити:
- Плетуха (Calystegia)
- Берізка (Convolvulus)
- Іпомея, кручені паничі (Ipomoea)
- Merremia
- Rivea
- Astripomoea
- Operculina
- Stictocardia
- Argyreia
- Lepistemon

## Опис
Більшість квіток morning glory розкриваються до повного цвітіння рано вранці. А ознаки блякнення можна помітити за кілька годин до того, як "пелюстки" починають скручуватись. Вони люблять рости в добре освітлених впродовж дня місцях і в достатньо зволоженому ґрунті. Деякі з видів ранкового сяйва, як приміром Ipomoea muricata, цвітуть уночі.
В деяких місцях, як наприклад австралійські чагарники, деякі види ранкового сяйва можуть пускати товсте коріння і утворювати густі хащі. Вони можуть швидко розповсюджуватись своїми довгими повзучими стеблами. Утворюючи густі зарослі, затіняючи та душачи інші рослини, вони являють собою серйозну проблему інвазивних бур'янів.

## Вирощування
Більшість з них можуть рости як багаторічні рослини в областях де відсутнє замерзання і як однорічні рослини в холоднішому кліматі, але деякі види витримують і зимові морози. Деякі види строго однорічні (наприклад, Ipomoea nil) з великою кількість насіння, а деякі — виключно багаторічні (приміром, ipomoea indica), що розмножуються живцюванням. 
Завдяки швидкому зростанню, здатністю заплітатись, привабливим квітам, деякі з видів morning glory чудово підходять щоб створювати літній затінок для стін, тим самим зменшуючи їх нагрів і кошти на охолодження.
Серед популярних різновидів на заході можна відзначити 'sunspots', 'heavenly Blue', moonflower, cypress vine та cardinal climber.  Cypress vine являє собою гібрид, одним з батьків якого є cardinal climber.
Багато з видів цих рослин можуть самі насіватись у квітниках. Їхнє насіння має тверду оболонку, яка затримує проростання до пізньої весни, коли вони починають рости й цвісти швидко. Щоб покращити проростання купленого насіння, можна опускати його в посудину з теплою водою на ніч перед саджанням.

## Етноботаніка
Насіння багатьох видів містить ерголінові алкалоїди, такі як психоделічні ергометрин і ергін (LSA).  Особливо це характерно для кручених паничів голубих (Ipomoea tricolor) і Turbina corymbosa (син. Rivea corymbosa). Їх дія схожа на LSD, якщо вжити кілька сотень насінин за один раз. LSA заборонена в деяких країнах, але насіння продають у садових магазинах. Однак часто воно оброблене якимось із пестицидів або метилртуттю, яка є небезпечною для здоров'я.

## Міжнародно-правовий статус ентеогенів
Стаття 32 Конвенції про психотропні речовини дозволяє державам звільняти від заборони певні традиційні способи вживання речовин:
|  | Держава, на території якої ростуть дикі рослини, що містять психотропні речовини з числа тих, що містяться в Додатку I, і які традиційно використовуються певними невеликими, чітко визначеними групами в магічних чи релігійних обрядах, може під час підписання, ратифікації чи приєднання, робити застереження щодо цих рослин стосовно положень статті 7, за винятком положень, що стосуються міжнародної торгівлі.Оригінальний текст (англ.) A State on whose territory there are plants growing wild which contain psychotropic substances from among those in Schedule I and which are traditionally used by certain small, clearly determined groups in magical or religious rites, may, at the time of signature, ratification or accession, make reservations concerning these plants, in respect of the provisions of article 7, except for the provisions relating to international trade. |

Однак це звільнення застосовується лише в тому випадку, коли рослину буде явно додано до Списків психотропної конвенції. Нині Конвенція застосовується лише до хімічних речовин. Однак у Коментарі до Конвенції про психотропні речовини зазначається, що рослини, які містять її, не підлягають міжнародному регулюванню:
Вирощування рослин, з яких отримують психотропні речовини, не регулюється Віденською конвенцією .... Ні корона (плід, брунька з мескалем) кактуса пейот, ні коріння рослини Mimosa hostilis, ані псилоцибінові гриби не включено до Списку 1, а лише відповідні речовини, мескалін, ДМТ та псилоцин.Оригінальний текст (англ.)
The cultivation of plants from which psychotropic substances are obtained is not controlled by the Vienna Convention .... Neither the crown (fruit, mescal button) of the Peyote cactus nor the roots of the plant Mimosa hostilis nor Psilocybe mushrooms themselves are included in Schedule 1, but only their respective principals, mescaline, DMT, and psilocin.
Нині жодні рослини (природні матеріали), що містять ДМТ, не регулюються Конвенцією 1971 року про психотропні речовини. Отже, препарати (наприклад, відвари), виготовлені з цих рослин, включно з аяваскою, не перебувають під міжнародним контролем і, отже, не підпадають під дію жодної статті Конвенції 1971 року. - Міжнародна рада з контролю за наркотиками (МКНБ), ООНОригінальний текст (англ.)
No plants (natural materials) containing DMT are at present controlled under the 1971 Convention on Psychotropic Substances. Consequently, preparations (e.g. decoctions) made of these plants, including ayahuasca are not under international control and, therefore, not subject to any of the articles of the 1971 Convention. -- International Narcotics Control Board (INCB), United Nations

## Галерея

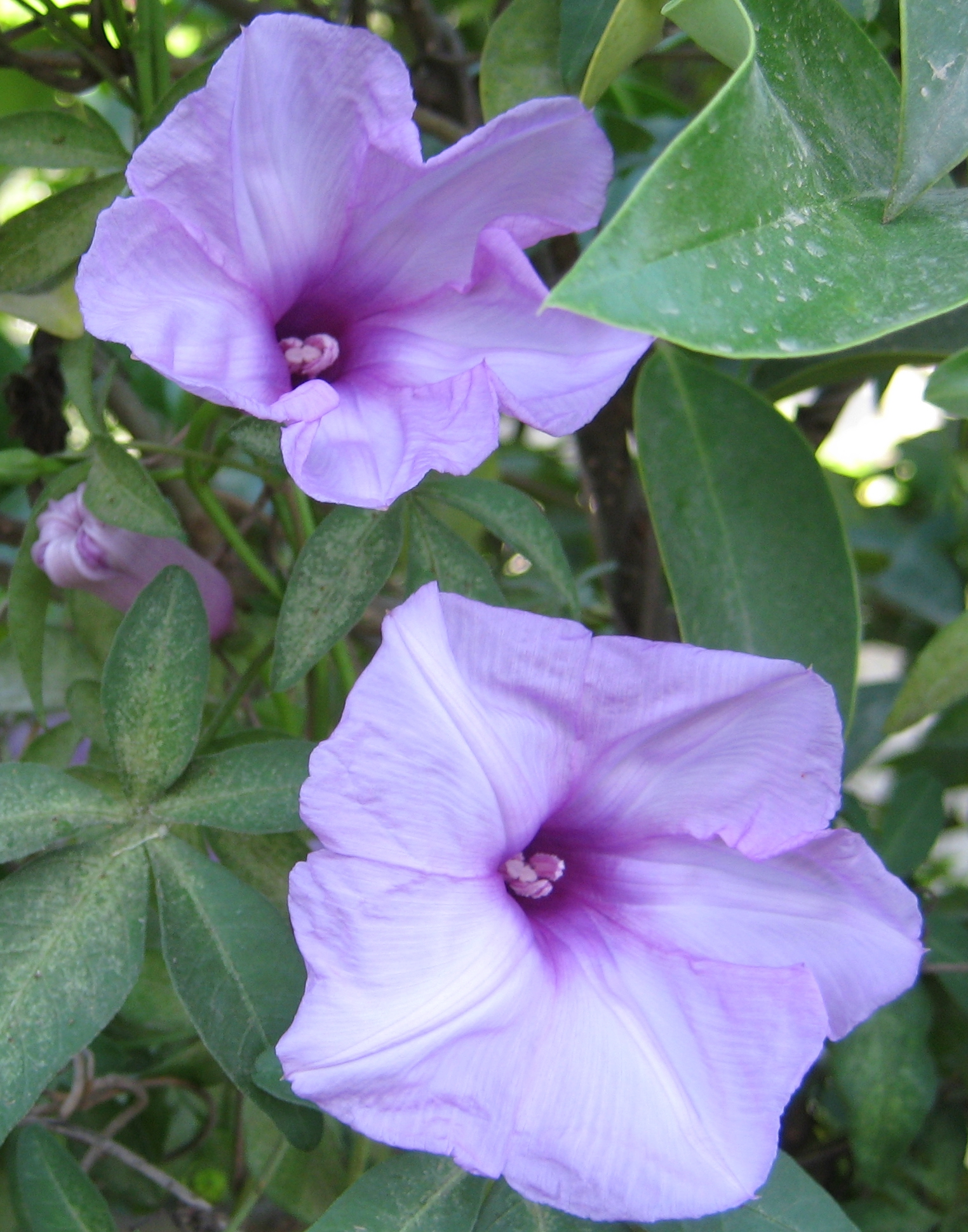
Ранкове сяйво іпомея
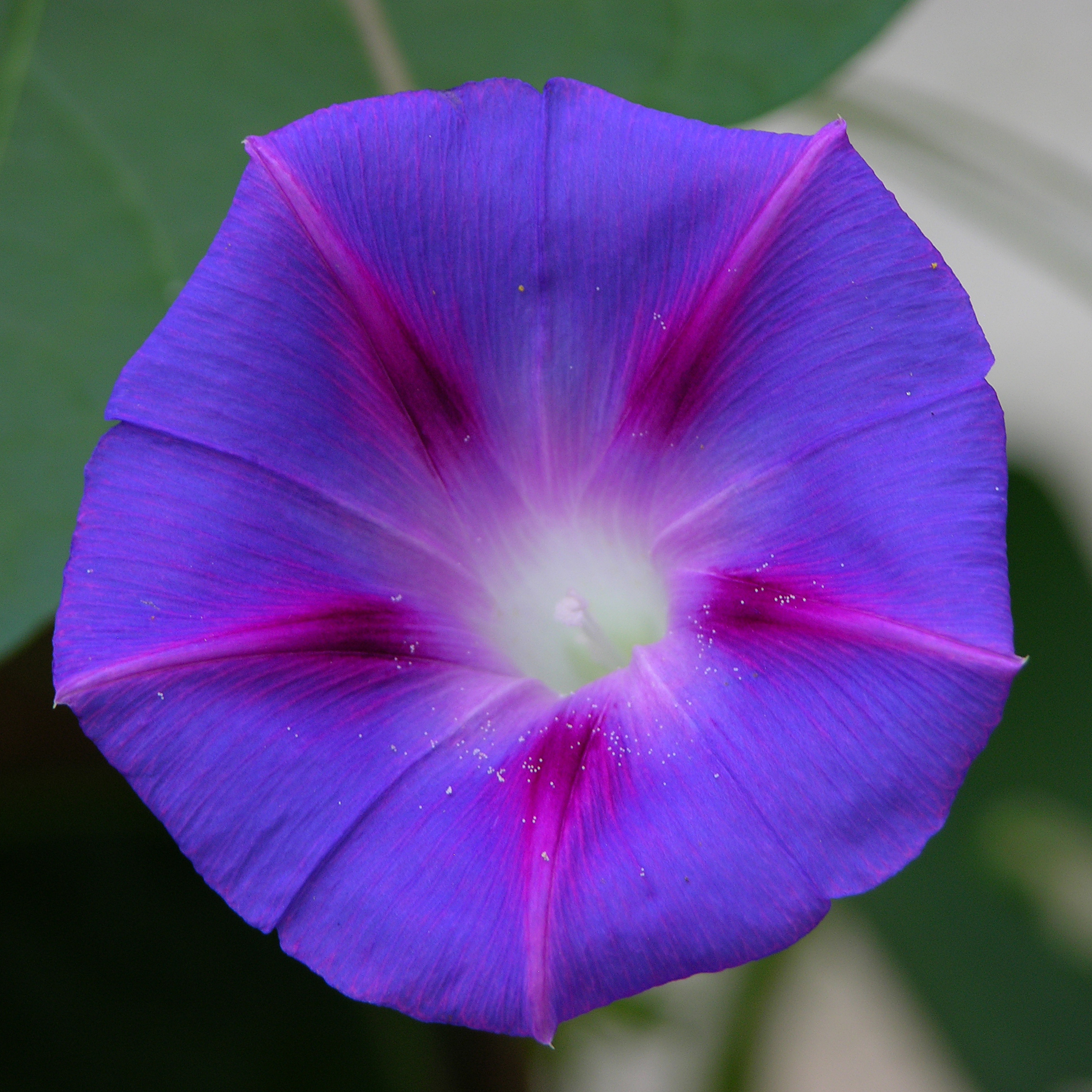
Повністю розкрите блакитне з пурпуровим ранкове сяйво
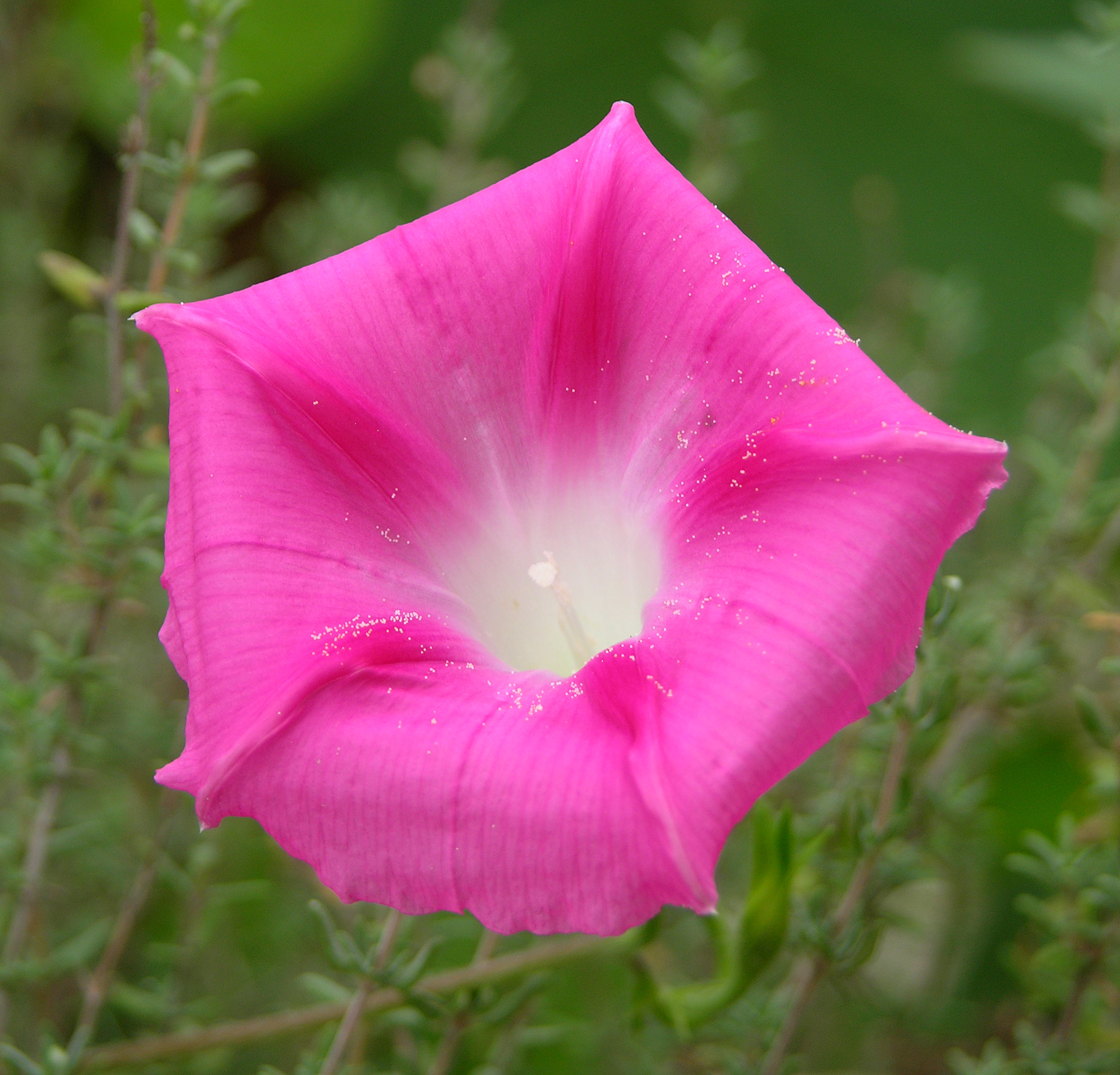
Повністю розкрите рожеве ранкове сяйво
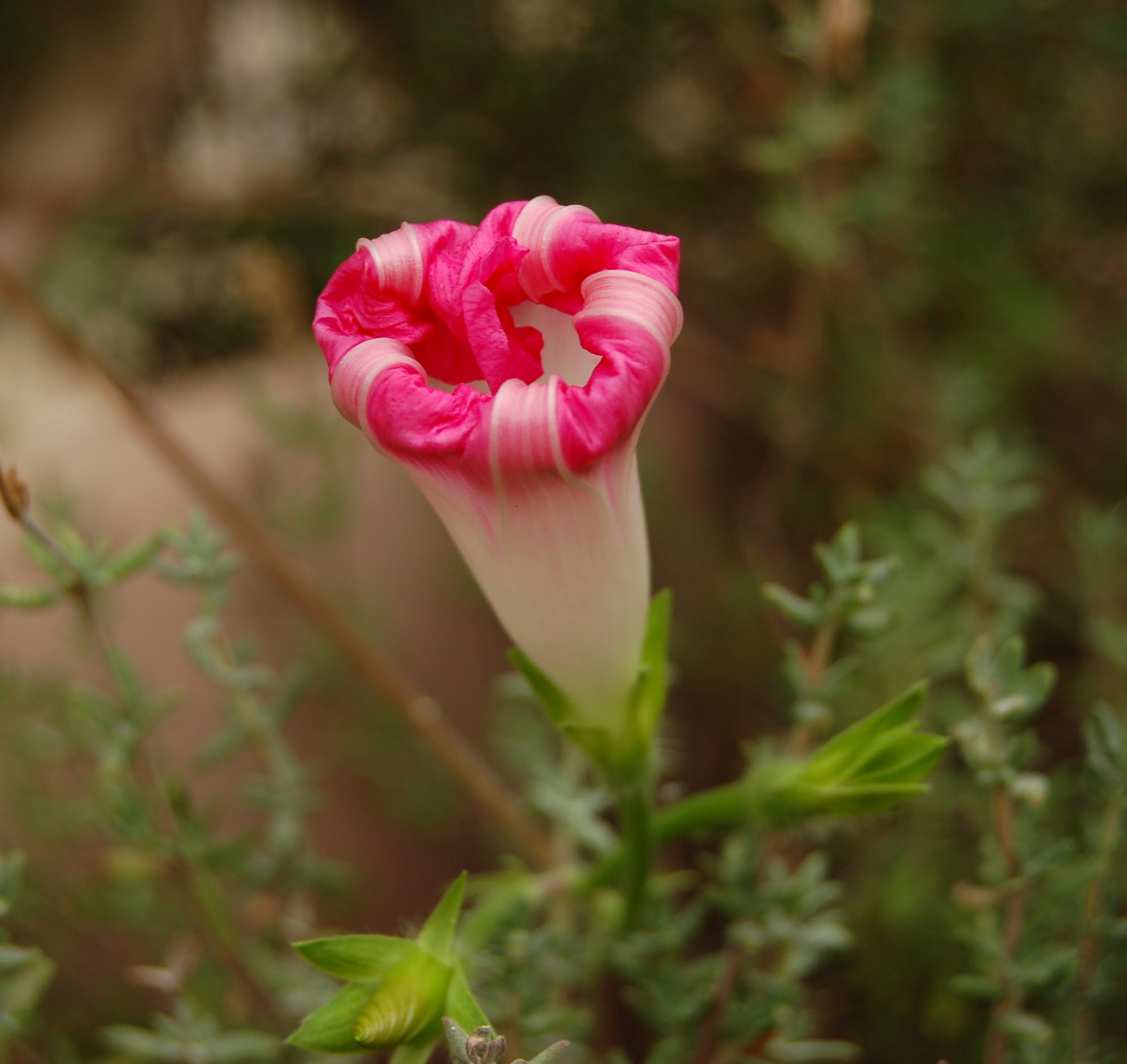
Вигляд збоку частково закрученої іпомеї пурпурової одразу після полудня
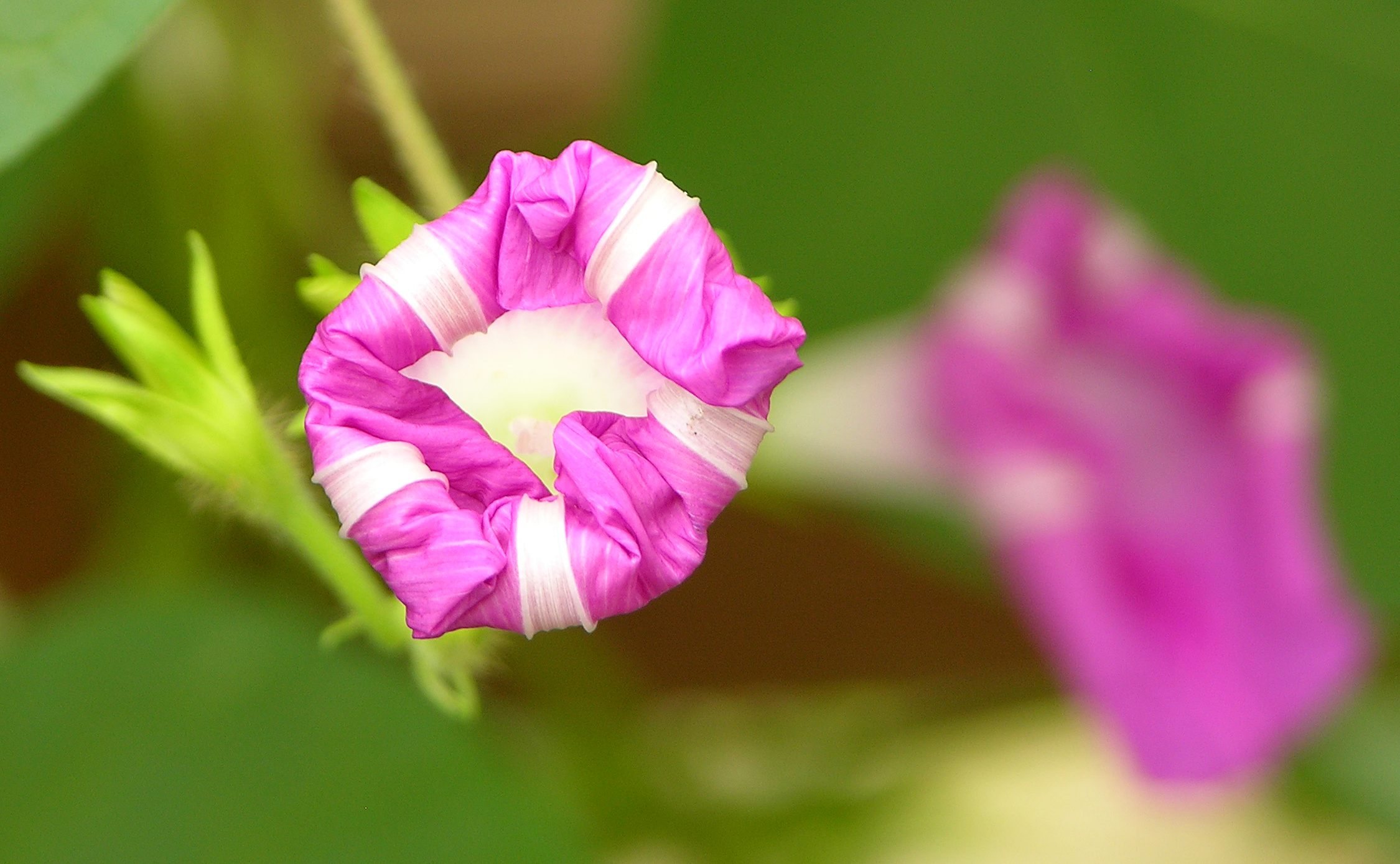
Вершечок частково закрученої іпомеї пурпурової одразу після полудня
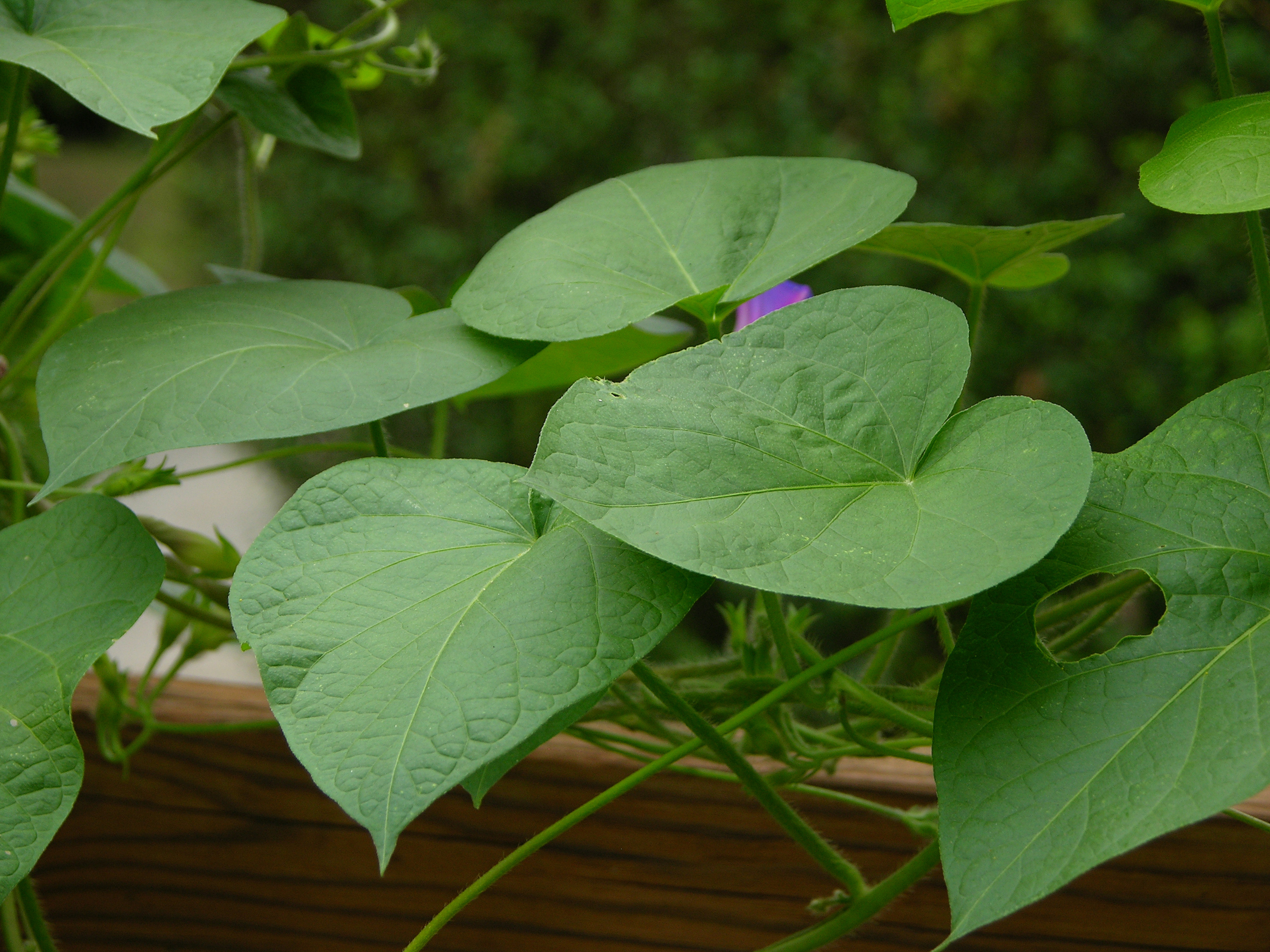
Листя ранкового сяйва
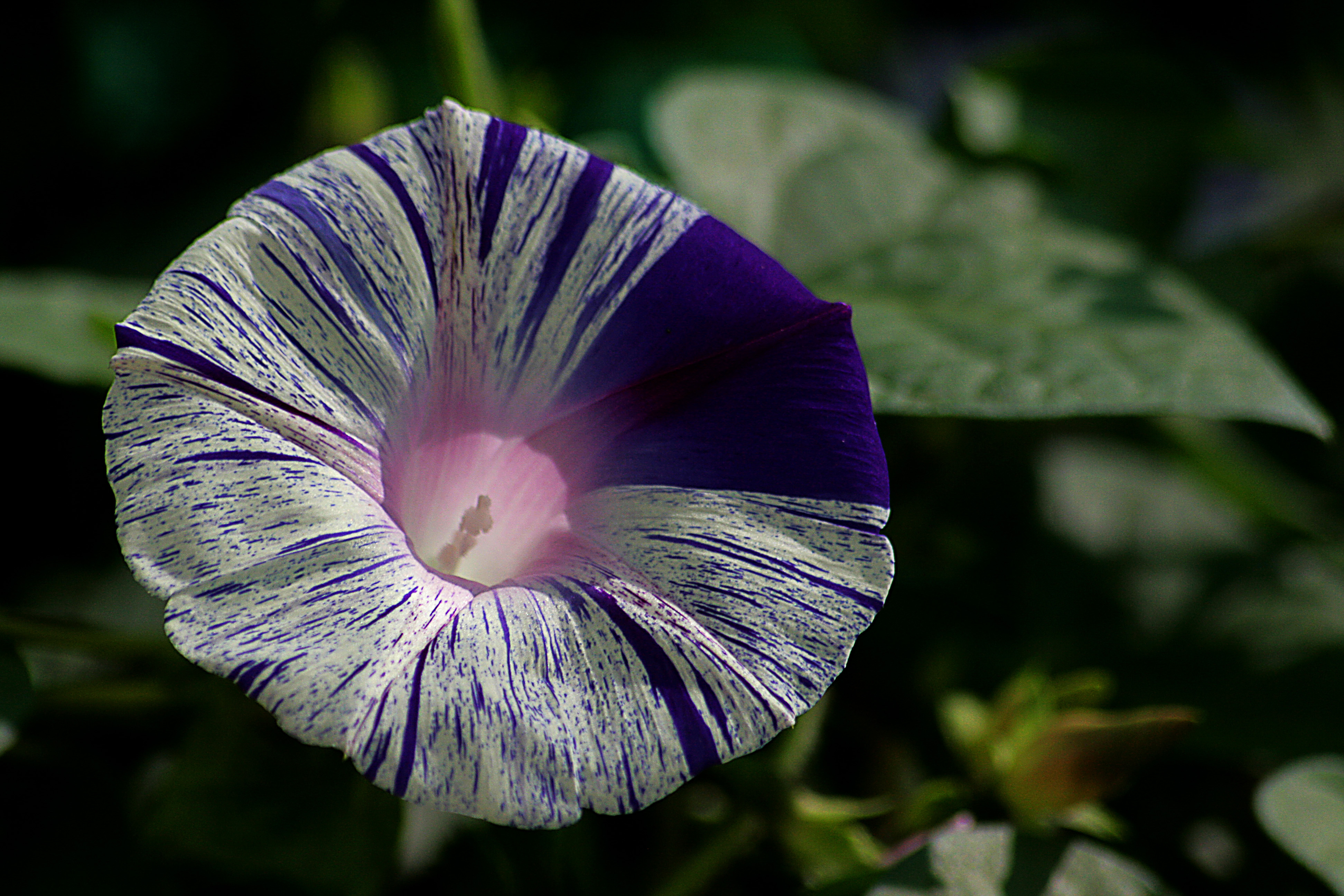
Блакитне ранкове сяйво під час розкривання
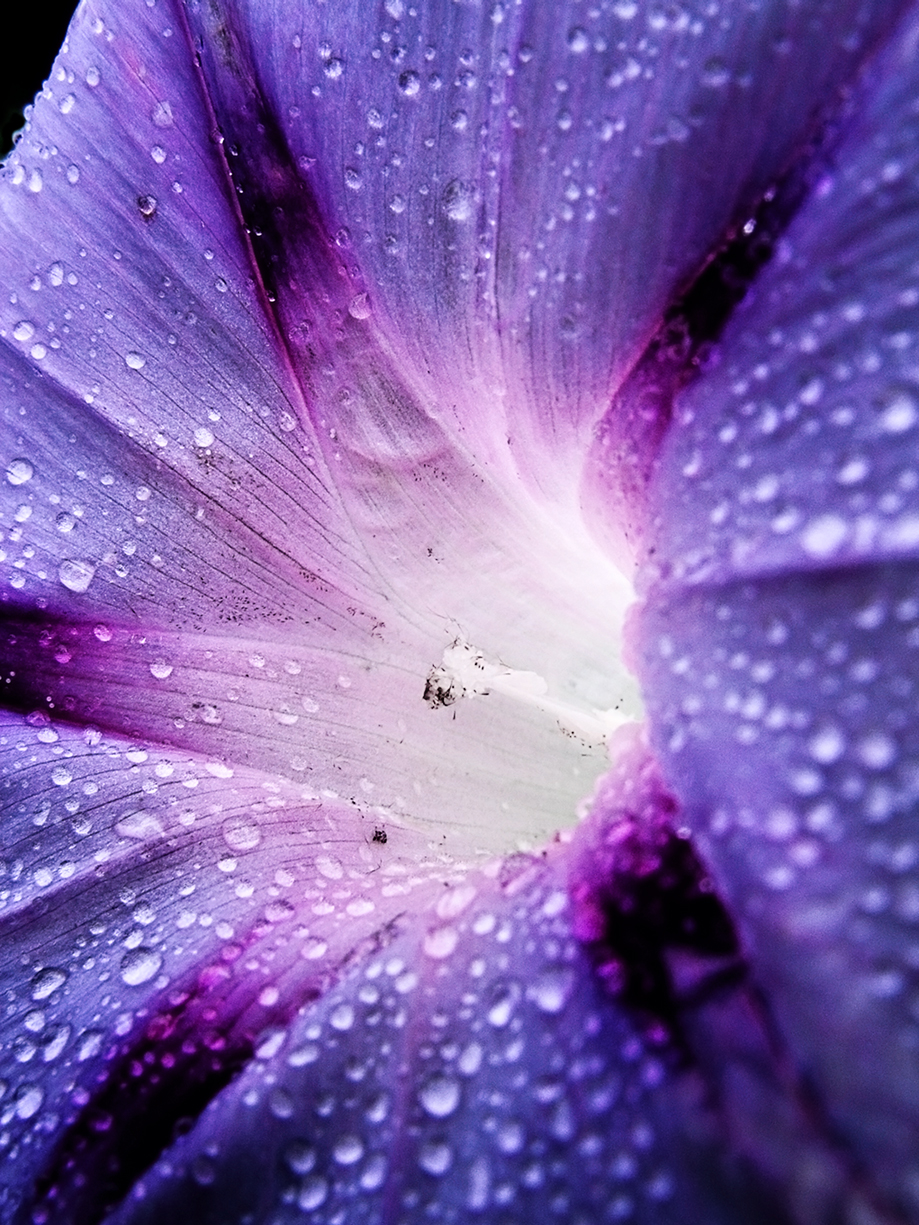
Квітка ранкового сяйва зблизька
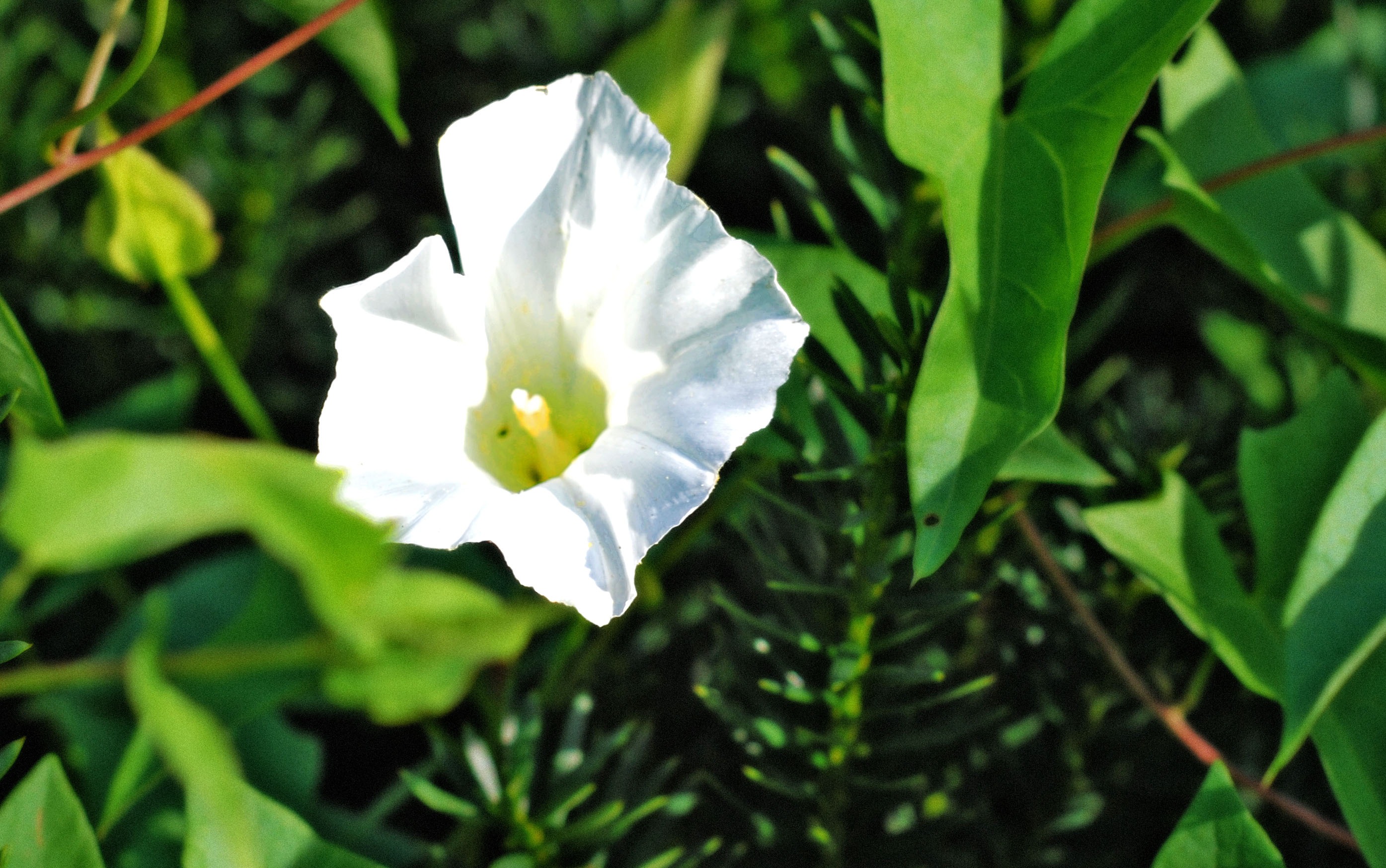
Квітка ранкового сяйва зблизька
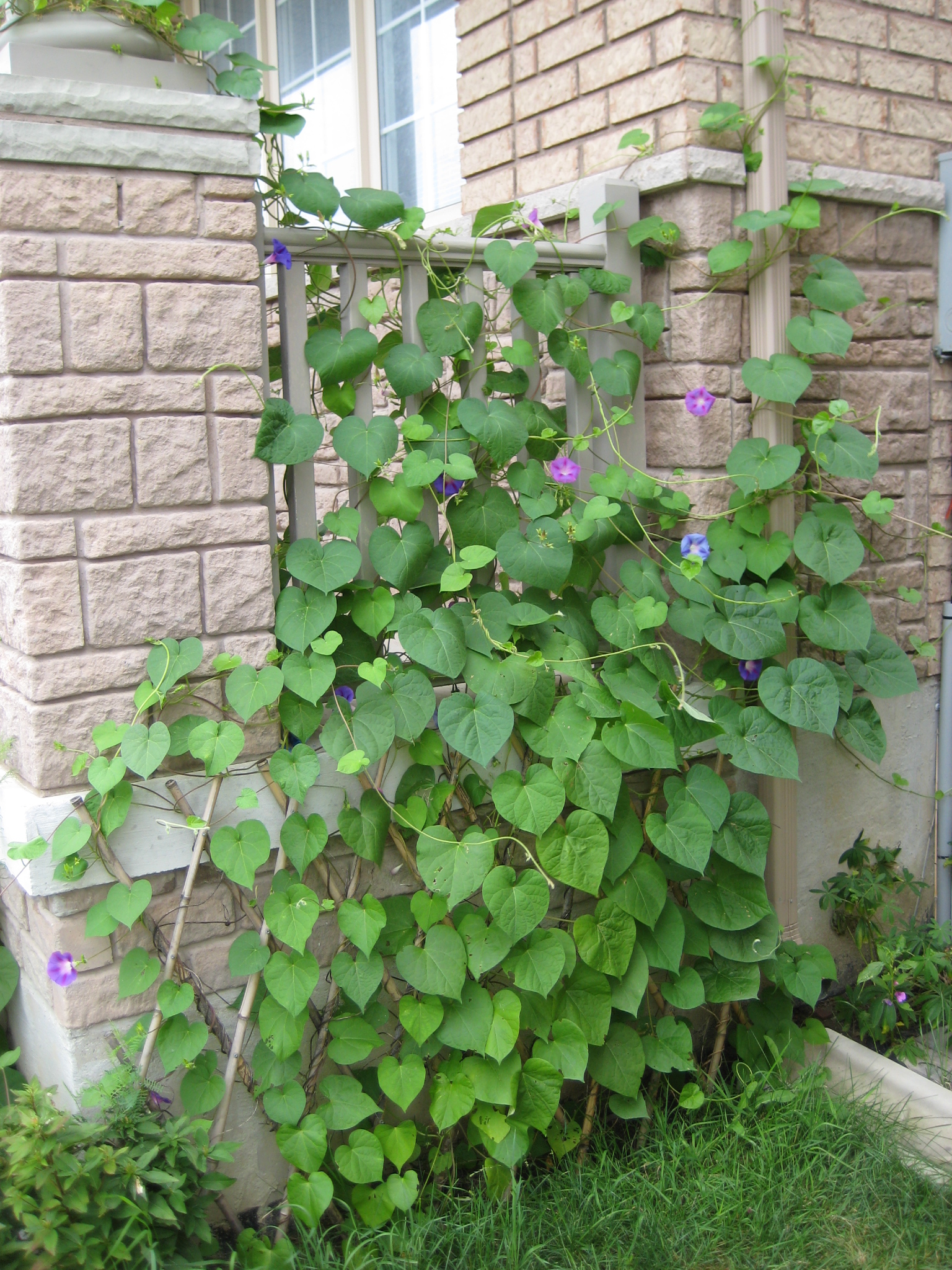
Заплетена лоза ранкового сяйва